# René Deck
René Deck est un joueur de football suisse né le 8 juin 1945.

## Biographie

### En club
- 1967-1974 Grasshopper-Club Zurich
- 1974-1975 PAOK Salonique
- 1975-1976 VfB Stuttgart
- 1977-1980 FC Winterthur

### En sélection
- 7 sélections
- Première sélection : Suisse-Turquie 4-0, le 26 septembre 1971 à Zurich
- Dernière sélection : Turquie-Suisse 2-0, le 18 novembre 1973 à Izmir

## Palmarès
- Champion suisse en 1971 avec Grasshopper Club Zurich
- Coupe de Suisse en 1974 avec Grasshopper Club Zurich